# كيري غالاغير
كيري غالاغير (بالإنجليزية: Kerri Gallagher)‏ هي منافسة ألعاب القوى أمريكية، ولدت في 31 مايو 1989 في مقاطعة أرلنغتون في الولايات المتحدة.

## وصلات خارجية
- كيري غالاغير على موقع الاتحاد الدولي لألعاب القوى (الإنجليزية)
- كيري غالاغير على موقع الدوري الماسي (الإنجليزية)
- كيري غالاغير على موقع TFRRS.org (الإنجليزية)
- كيري غالاغير على موقع اللجنة الأولمبية والبارالمبية الأمريكية (الإنجليزية)